# Найтсбридж (станция метро)
«Найтсбридж» (англ. Knightsbridge) — станция глубокого заложения Лондонского метрополитена в районе Найтсбридж (Лондон). Находится на линии «Пикадилли» между станциями «Южный Кенсингтон» и «Гайд-парк-корнер». Относится к первой тарифной зоне.
Доступ пассажиров к платформам осуществляется традиционным для лондонского метрополитена образом — с помощью четырёх лифтов и аварийной лестницы, которая соединяется с мостом, ведущим к середине платформ. Первоначальное здание станции, спроектированное Лесли Грином, располагалось на Бромптон-роуд, к западу от перекрёстка Найтсбридж и Слоун-стрит. Второй вход находился на улице Басил-стрит.

## История
Станция была открыта 15 декабря 1906 года.
Расположение станции в оживлённом и модном торговом районе привело к высокому пассажирообороту, особенно за счёт посетителей и обслуживающего персонала торгового центра Harrods и универмага сети Harvey Nichols. Это контрастировало со следующей, расположенной западнее, станцией — Бромптон-роуд, где количество пассажиров было настолько низким, что вскоре после её открытия многие поезда линии перестали останавливаться на ней. В итоге станция была закрыта.
В 2005 году, в результате ремонта, кремовая плитка 1930-х годов на платформах скрыта за современной металлической облицовкой.
В декабре 2010 года через дорогу от вестибюля станции был открыт новый выход к жилой застройке микрорайона One Hyde Park.
В 2017 году было объявлено о серьёзной модернизации станции: построены два новых выхода на Бромптон-роуд и Хуперс-корт. У нового выхода на Хуперс-корт предусмотрено два больших лифта, которые обеспечат свободный доступ ко всей станции. Этот вход также повторно откроет доступ к тем частям станции, которые были закрыты в начале 1930-х годов после установки эскалаторов.
По предварительным оценкам, по состоянию на апрель 2020 года ожидается, что новые входы на станцию откроются в 2021 году, и к этому времени на станции будет обеспечен безбарьерный доступ. Большая часть затрат на модернизацию будет оплачена собственником станции компанией Knightsbridge Estate и застройщиками Chelsfield, которые планируют реконструировать станцию. TfL вносит 12 миллионов фунтов стерлингов, что позволяет организовать безбарьерный доступ до уровня платформы.

## Иллюстрации

Станция «Найтсбридж»
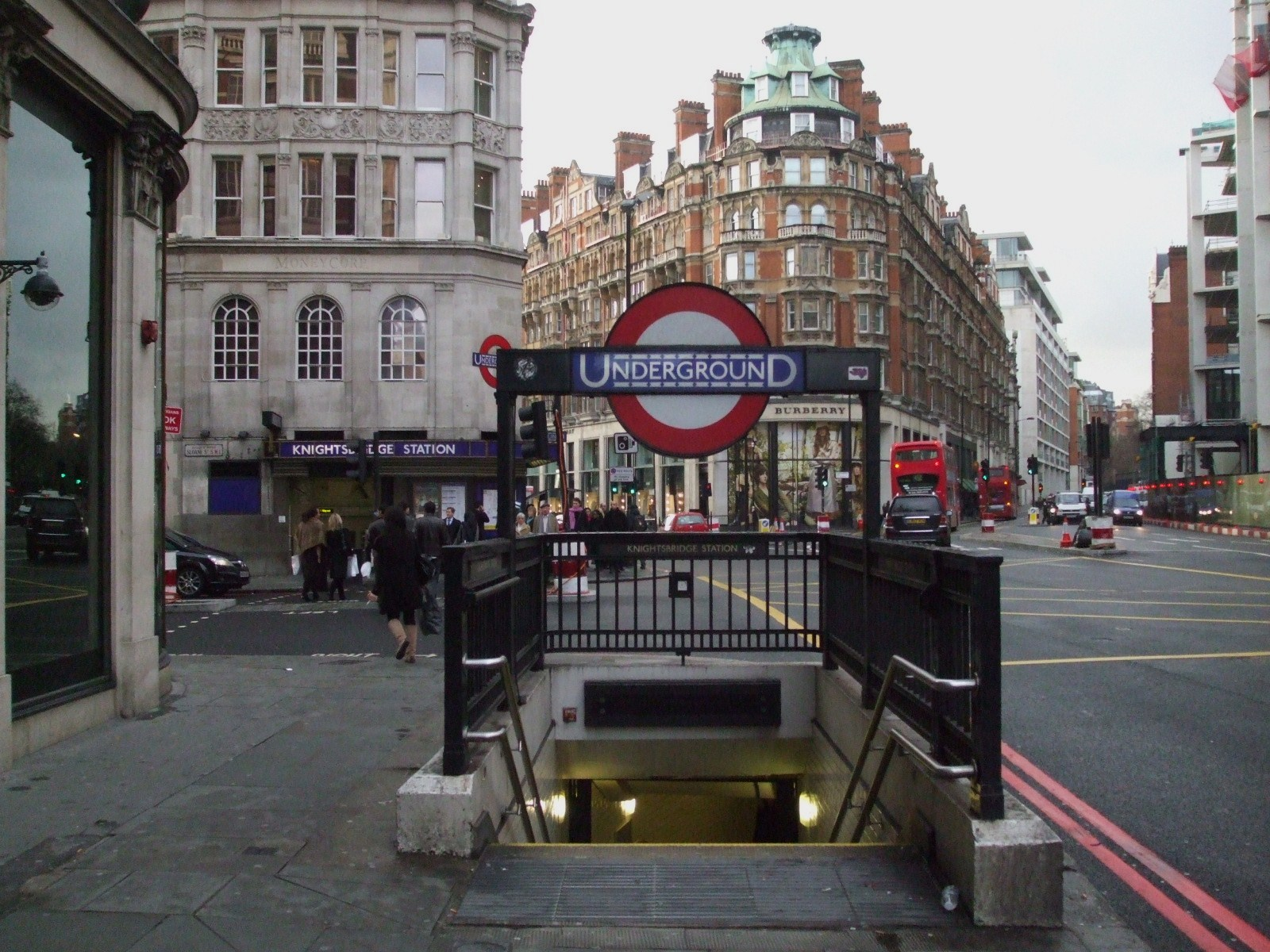
Восточный выход станции
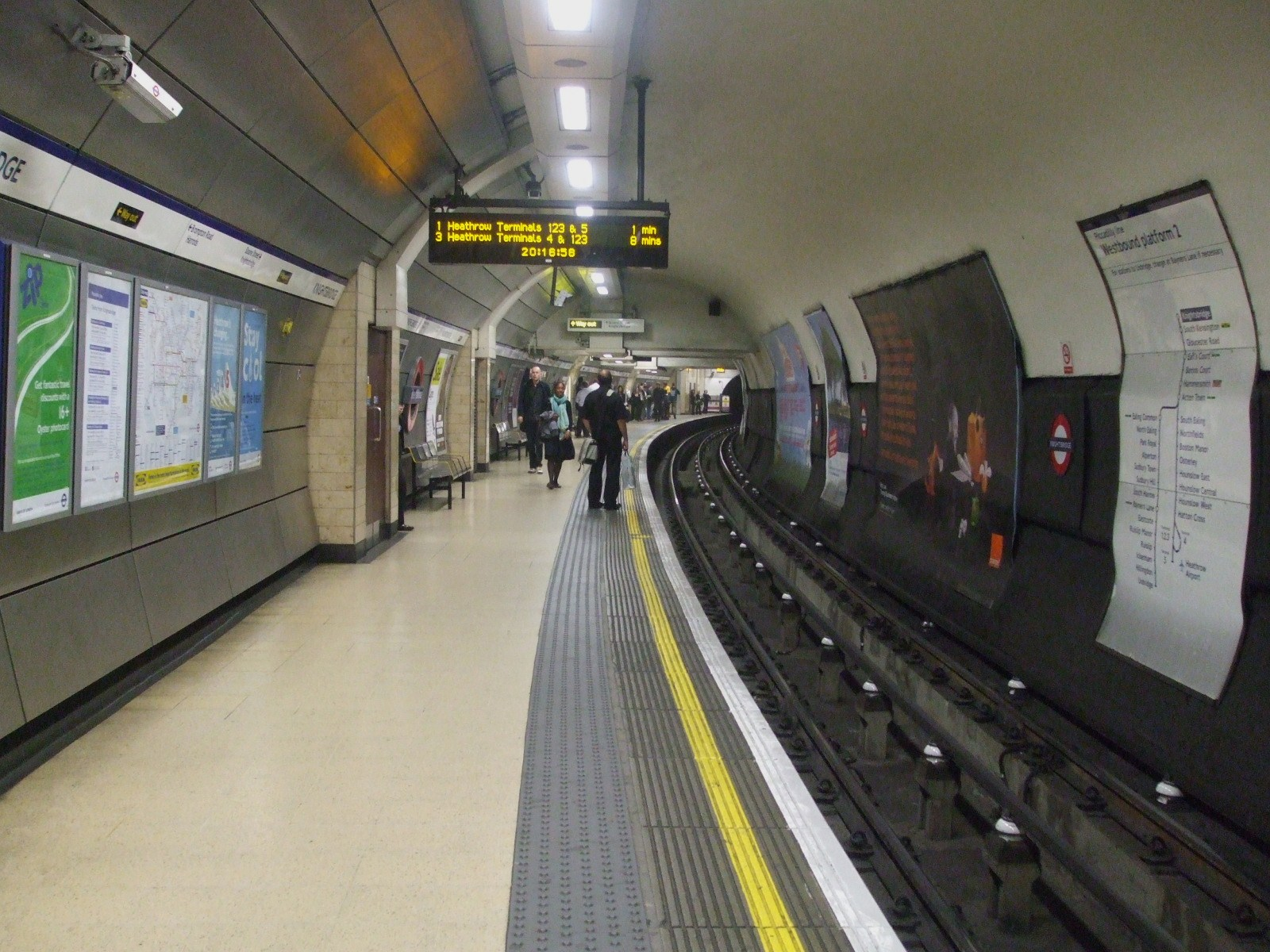
Платформа (вид на восток)
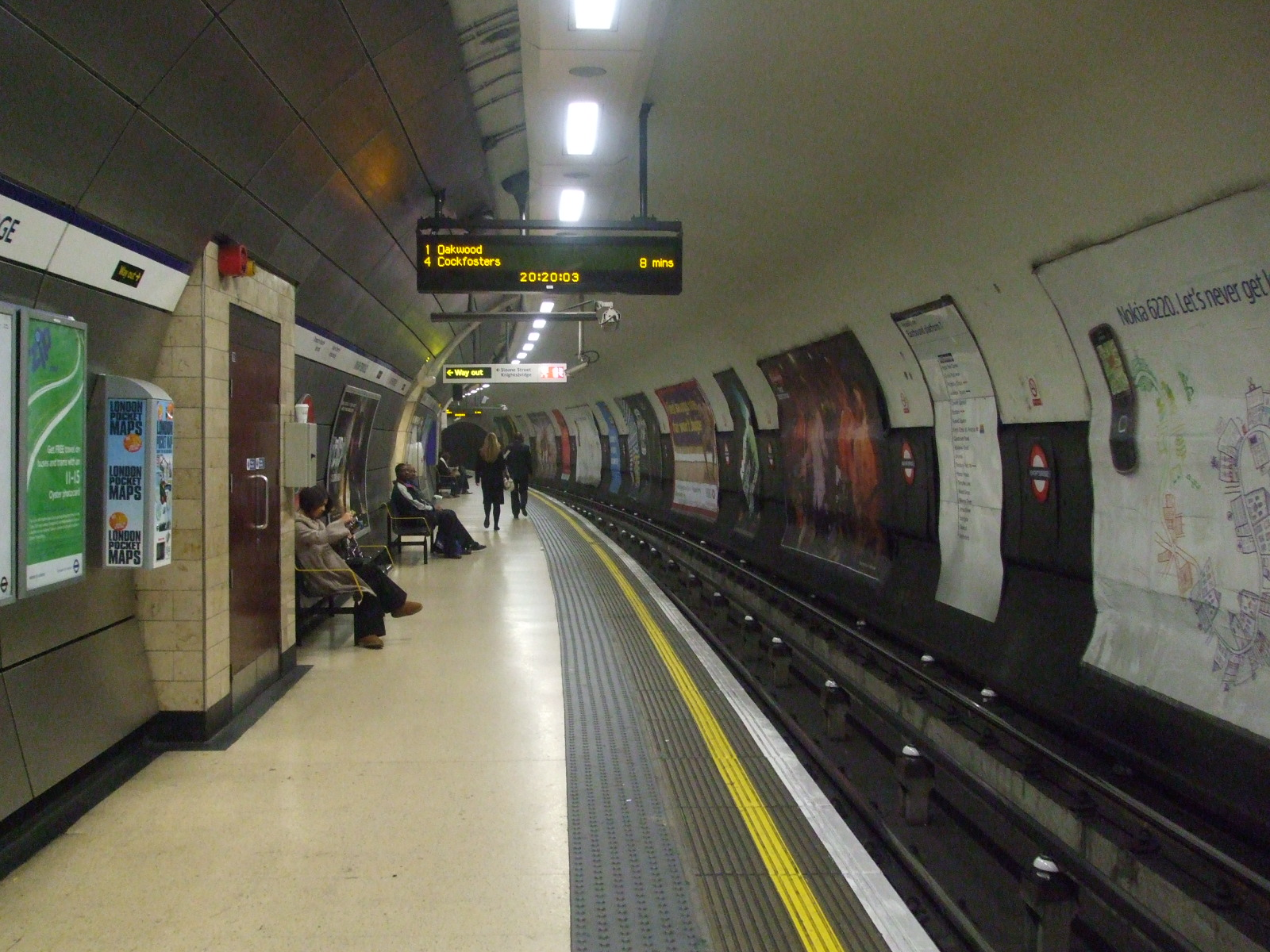
Платформа (вид на запад)
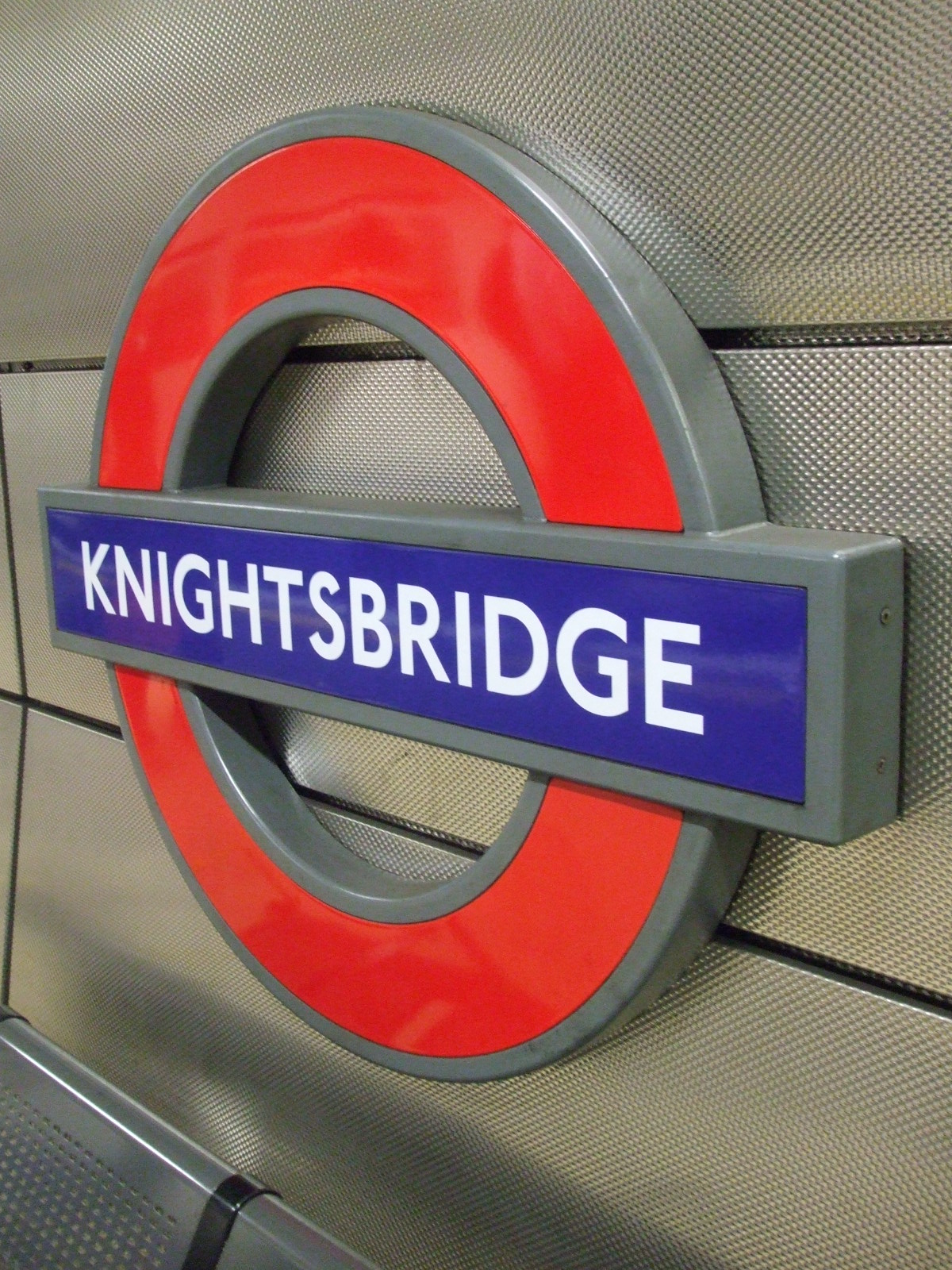
Рондель на платформе